# فرانسوا رایشنباخ
فرانسوا رایشنباخ (فرانسوی: François Reichenbach‎؛ ۳ ژوئیهٔ ۱۹۲۱ – ۲ فوریهٔ ۱۹۹۳) یک کارگردان، فیلم‌بردار، و فیلم‌نامه‌نویس اهل فرانسه بود. وی بین سال‌های ۱۹۵۴ تا ۱۹۹۳ میلادی فعالیت می‌کرد. از فیلم‌ها یا برنامه‌های تلویزیونی که وی در آن نقش داشته است می‌توان به ت مثل تقلب اشاره کرد. فیلم او آرتور روبینشتاین – عشق به زندگی در ۱۹۶۹ برنده جایزه اسکار بهترین فیلم مستند شده است.